# 笠太郎
笠 太郎（かさ たろう、1950年8月2日 - ）は、日本の漫画家。福岡県久留米市出身。本名は笠隆雄。

## 経歴
1970年代から活動を開始し、主に青年・成人向け漫画雑誌に劇画作品を発表。初期は痛快なギャグ漫画を描いていたが、後に麻雀漫画、料理漫画とジャンルを絞って活動する。代表作に『流れ板竜二』『板前鬼政』『花板虹子』など。また、『Mr.ジレンマン』『喧嘩道』『流れ板竜二』『裏通り雷人』はいずれも実写化された。
趣味は囲碁で、30年以上のキャリアを持ち、2005年から2012年にかけて『碁ワールド』（日本棋院）にて、自身の通った碁会所の日常をベースにした漫画『日々碁席』を連載した。連載終了後、2013年2月9日に日本棋院より一部書籍化された。

## 作品リスト
- 雪に消えた子連れ猪（漫画パンチ、芳文社）
- 5・15/沖縄の少女（漫画パンチ、芳文社）
- どあほう鳥の唄（漫画パンチ、芳文社）
- 一発屋三代目（コミックmagazine、芳文社）
- アカサタナ社員（コミックmagazine、芳文社）
- 愛と処女を・・・（増刊ヤングコミック、少年画報社）
- 蒲田天和（コミックギャング、双葉社）
- おれ千とせ（月刊少年マガジン、講談社）
- 東京メルヘン（週刊漫画ゴラク、日本文芸社、全2巻）
- 七色とんがらし奇譚（コミックギャング、双葉社）
- Mr.ジレンマン（漫画サンデー、実業之日本社、全1巻）
- 喧嘩道（平凡パンチ、平凡出版、全6巻）※単行本は実業之日本社発行
- 78年式夫婦善哉（漫画エロトピア、KKベストセラーズ）
- 肉迫!!狂乱ババア（ヤングコミック、少年画報社）
- ザ・ティーチャー（ヤングコミック、少年画報社）
- 炎の大空（週刊少年チャンピオン、秋田書店）
- シティーボーズ弁海（ヤングコミック、少年画報社）
- 喧嘩列伝（トップコミック、秋田書店）
- ツモ切り一刀斎（近代麻雀オリジナル、竹書房）
- けせらせらナンバーワン（トップコミック、秋田書店）
- カモ（別冊近代麻雀、竹書房）
- IMO雀ブルース（作：あらいゆういち、近代麻雀オリジナル、竹書房）
- 江戸っ子花太郎（近代麻雀オリジナル、竹書房）
- 掏摸人ワニ（作：小堀洋、近代麻雀オリジナル、竹書房、全2巻）
- うそ（ヤングコミック、少年画報社）
- 雀族(すずめ)の巣（作：小堀洋、近代麻雀オリジナル増刊、竹書房）
- 不尚の息子（ビッグコミック増刊号、小学館）
- 甦る閃光（近代麻雀オリジナル、竹書房）
- 平和っぽい街（作：林律雄、近代麻雀オリジナル、竹書房）
- 流れ板竜二（作：牛次郎、漫画サンデー、実業之日本社、全17巻）
- さばいばる（近代麻雀オリジナル、竹書房）
- 裏通り雷人（漫画サンデー、実業之日本社、全7巻）
- 花板虹子（漫画サンデー、実業之日本社、全10巻（1994年 - 1996年））
  - 花板虹子【完全版】（グループ・ゼロ、2018年、全20巻）
- 出張料理人旅日記 ふくすけ（漫画サンデー、実業之日本社）
- 板前鬼政（漫画サンデー、実業之日本社、全16巻）
- フィッシャーマン海人丸（漫画サンデー、実業之日本社、全1巻）
- 日々碁席（碁ワールド、日本棋院、全1巻）
- 侍やめます（小池書院、全1巻）